# Муравьёв, Виктор Александрович
Ви́ктор Алекса́ндрович Муравьёв (17 января 1941, Васильково, Ярославская область — 25 октября 2009, Москва) — советский и российский историк, специалист по истории исторической науки, исторической географии, вспомогательным историческим дисциплинам. 
Доктор исторических наук, профессор. Заслуженный профессор Российского государственного гуманитарного университета (РГГУ), почётный член учёного совета РГГУ, член диссертационных советов при РГГУ (историография, источниковедение, методы исторического исследования) и Институте истории естествознания и техники РАН (история науки), член Археографической комиссии РАН.

## Биография
Родился 17 января 1941 года в деревне Васильково Ростовского района Ярославской области в семье военнослужащего. В Москве с 1958 года.
Окончил Московский государственный историко-архивный институт в 1963 году. Среди учителей — Сигурд Оттович Шмидт и Владимир Евгеньевич Иллерицкий.
С 1968 года преподавал в МГИАИ (впоследствии РГГУ): ассистентом (1969—1970), старшим преподавателем (1970—1972), доцентом (1972—1988), с 1989 года — профессором кафедры отечественной истории досоветского периода. В 1969 году защитил кандидатскую диссертацию «Теории феодализма в России в русской историографии конца XIX — начала XX веков» В 1989 году докторскую — «Советская историография революции 1905—1907 годов в России». В 1987—1989 годах — проректор по научной работе МГИАИ. С 1990 года возглавил кафедру Вспомогательных исторических дисциплин (впоследствии — кафедра Источниковедения и вспомогательных исторических дисциплин ИАИ РГГУ).
Муравьёв активно участвовал в разработке концепции Российского Государственного Гуманитарного Университета. В 1991 году был одним из лидеров «профессорской фронды», добившейся (при поддержке студентов) сохранения Историко-архивного института как отдельного подразделения в рамках создававшегося на его базе РГГУ. Это предопределило дальнейшее развитие РГГУ по трёхуровневой модели структуры (университет-институт-факультет).
Похоронен в Москве на Митинском кладбище.

## Научная и преподавательская деятельность
Научные интересы Виктора Александровича охватывали в первую очередь вопросы истории исторической науки и общественной мысли в России XVIII—XX веков, истории революционного движения в России, историческую географию России, источниковедение и другие вспомогательные исторические дисциплины.
Читал курсы лекций «История исторической науки», «Теория и методология истории», «Историческая география», «Историческая география России», «Историческая география Европы».
Участвовал в ряде международных конгрессов, конференций, симпозиумов историков (Россия, Великобритания, Греция, Финляндия). Читал лекционные курсы в ряде университетов СССР и России, в Южно-Датском и Копенгагенском университетах (Дания), Варшавском университете (Польша), Ханойском университете (Вьетнам).

## Основные работы
Автор более 150 опубликованных трудов, среди которых выделяются статьи, написанные для энциклопедии «Отечественная история» и для Большой российской энциклопедии.
- Ленинская концепция революции 1905—1907 гг. в России и советская историография. (в соавт. с О. В. Волобуевым) М., 1982.
- Историография истории СССР в период завершения социалистического строительства в СССР (середина 1930-х — конец 1950-х годов). (в соавт. с Л. В. Волковым) М., 1983.
- Светская историография революции 1905—1907 гг. М., 1985.
- История исторической науки в дореволюционной России. (в соавт. с Л. И. Дёминой, М. П. Мохначёвой) М., 1991.
- В. О. Ключевский и «новая волна» историков начала XX в. // Ключевский: Сборник материалов. Пенза, 1995.
- Источниковедение в системе гуманитарного образования: Концепция и программа курса // Труды Историко-архивного института. Т. 33. М., 1996.
- Пространство, время, история человека и общества: Историческая география в системе исторических наук // Исторический источник: Человек и пространство. М., 1997.
- Левиафан и Иона в России: предрасположена ли российская историографическая традиция к антропологически ориентированной истории // Историческая антропология: Место в системе социальных наук, источники и методы интерпретации. М., 1998.
- История, исторический источник, историография, история исторического познания (размышления о смысле современных историографических исследований) // Рубеж истории: проблемы методологии и историографии исторических исследований. Тюмень, 1999.